# Ignacio Padilla

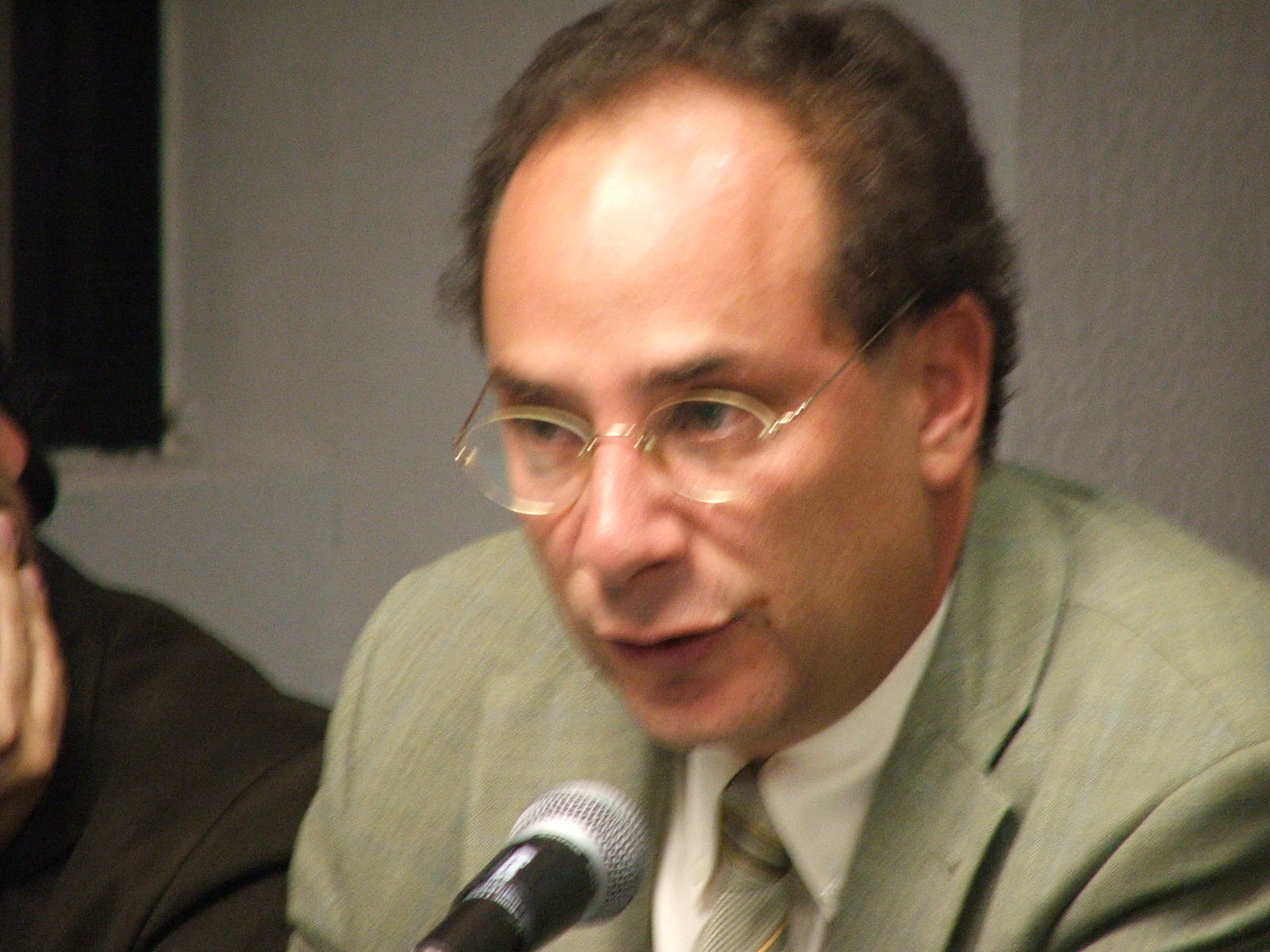
Ignacio Padilla, 2005

Ignacio Fernando Padilla Suárez (* 7. November 1968 in Mexiko-Stadt, Mexiko; † 20. August 2016 im Bundesstaat Querétaro, Mexiko) war ein mexikanischer Schriftsteller.

## Leben und Wirken
Ignacio Padilla wurde in Mexiko-Stadt geboren und studierte Kommunikationswissenschaften in seiner Heimat sowie britische Literatur in Edinburgh, wo er auch seinen Masterabschluss machte. Seine Promotion schrieb er und schloss er an der Universität von Salamanca ab, für das Studienfach Spanische Sprache und  Literatur. Auch war er Guggenheim-Stipendiat.
Zunächst war er als Redakteur für die mexikanische Ausgabe des Playboy tätig. Danach war er als Freier Schriftsteller tätig und veröffentlichte 1989 sein erstes Buch, das ein Kinderbuch war. Weiter schrieb er Bücher, in denen er Romane, Novellen, Essays und Kurzgeschichten als Genre nutzte. Auch als Übersetzer war er tätig. Seine  Werke wurden in mehr als zwanzig Sprachen übersetzt. Er war Verfasser von rund dreißig Büchern.
1994 erhielt den Literaturpreis Premio Juan Rulfo für einen Roman.
1996 war er Mitbegründer der Gruppe Crack, einer modernen mexikanischen Literaturvereinigung zur Erneuerung der mexikanischen Literatur.
2011 wurde er Mitglied der mexikanischen Akademie für Sprache.

## Tod
Ignacio Padilla starb am 20. August 2016 im Alter von 47 Jahren auf dem Weg nach Guadalajara im Bundesstaat Querétaro an den Folgen eines Autounfalles.